# أهل بشير (حبيل جبر)

تعديل مصدري - تعديل

أهل بشير هي إحدى قرى عزلة حبيل جبر بمديرية حبيل جبر التابعة لمحافظة لحج، بلغ تعداد سكانها 38 نسمة حسب تعداد اليمن لعام 2004.